# Gentile de' Becchi
Gentile de' Becchi (Urbino, 1430 circa – Arezzo, 1497) è stato un vescovo cattolico italiano, appartenente alla famiglia fiorentina dei Becchi. Fu precettore di Lorenzo il Magnifico e di suo figlio Giovanni de' Medici, avviato alla carriera ecclesiastica nel 1489.

## Biografia
Nato in seno ad una famiglia tradizionalmente legata alla potente dinastia fiorentina dei Medici, Gentile de' Becchi dovette alle buone grazie di questi ultimi la sua nomina alla parrocchia di San Giovanni nel 1450 ed una prebenda canonicale della Cattedrale di Santa Maria del Fiore nel 1462. Ricordato come un eccellente oratore, svolse spesso incarichi di diplomatico per la Repubblica di Firenze presso il Papato ed il Regno di Francia.
Gentile venne scelto da Piero di Cosimo de' Medici come precettore di suo figlio, il futuro Lorenzo il Magnifico, nel 1454. Nel 1466, Gentile accompagnò Lorenzo de' Medici in un'ambasciata presso Papa Paolo II. L'anno successivo, fu sempre il Becchi ad accompagnare la madre del Magnifico, Lucrezia Tornabuoni, a Roma per chiudere gli accordi matrimoniali con la potente famiglia degli Orsini onde fare di Clarice Orsini la moglie di Lorenzo. Gentile de' Becchi tornò poi a Roma nell'aprile del 1469, quando Lorenzo raggiunse l'Urbe per prendere in sposa Clarice.
Nel 1473, Lorenzo il Magnifico propose Gentile de' Becchi come vescovo di Arezzo.
Nel 1478, dopo la Congiura dei Pazzi, Gentile de' Becchi restò saldo al fianco dei Medici, rompendo l'interdetto lanciato da Papa Sisto IV sul clero fiorentino e riaprendo la normale vita ecclesiastica urbana unitamente all'arcivescovo Rinaldo Orsini.
Nel 1489, Lorenzo scelse Gentile come precettore del suo figlio secondogenito, Giovanni de' Medici, avviato alla carriera ecclesiastica in accordo con Papa Innocenzo VIII. La nomina venne ribadita nel marzo del 1492 quando Giovanni, ormai eletto cardinale, incontrò per l'ultima volta il padre convalescente.